# Gerd Leers
Gerardus Bernardus Maria (Gerd) Leers (Kerkrade, 12 juli 1951) is een Nederlands voormalig politicus voor het Christen-Democratisch Appèl (CDA). Hij was van 1990 tot 2002 lid van de Tweede Kamer-fractie van die partij en van 2002 tot 2010 burgemeester van Maastricht. Van 14 oktober 2010 tot 5 november 2012 was hij minister voor Immigratie en Asiel in het kabinet-Rutte I.

## Opleiding en maatschappelijke loopbaan
Leers was interne op het Mulo-pensionaat Saint-Louis in Weert en op het Bisschoppelijk College Roermond, waar hij zijn HBS-A diploma behaalde. Leers studeerde planologie en ruimtelijke economie aan de Katholieke Universiteit Nijmegen, waar hij in 1975 afstudeerde.
Na zijn studie was Leers werkzaam als wetenschappelijk medewerker van het Economisch Technologisch Instituut voor Noord-Brabant (ETIN) (1976-1980), regiomanager marktonderzoek bij Polyzathe/Pakhoed Rotterdam (1980-1981), beleidsmedewerker sociaal-economische zaken bij de provincie Noord-Brabant (1981-1985), secretaris en interim-directeur van de Brabantse Ontwikkelingsmaatschappij (BOM) (1985-1989) en directeur van een consultancybureau (1989-1991).

## Politieke loopbaan

### Gemeenteraadslid
Van 1982 tot 1990 zat Leers als CDA-fractievoorzitter in de gemeenteraad van de Noord-Brabantse gemeente Goirle.

### Tweede Kamerlid
Op 4 september 1990 werd Leers lid van de Tweede Kamer voor het CDA. Als lid van de vaste Kamercommissie voor Verkeer en Waterstaat heeft Leers veel gedaan in het NS-dossier. In zijn tijd vond ook de onthulling van de Bouwfraude-affaire plaats.

### Burgemeester
Leers werd per 1 februari 2002 benoemd tot burgemeester van Maastricht nadat Karl Dittrich (PvdA), die door de gemeenteraad als eerste op de voordracht was gezet, zich had teruggetrokken. In 2008 deed hij een poging om burgemeester te worden van Den Haag en van Rotterdam. Als burgemeester nam Leers harde maatregelen, zoals de inval in woonwagenkamp Vinkenslag en het stopzetten van de subsidie aan de voetbalclub MVV. Hij sprak zich echter ook uit voor een ruimhartig pardon voor uitgeprocedeerde asielzoekers. 
Eind 2004 werd Leers in een enquête onder de burgers van verschillende steden verkozen tot beste burgemeester van Nederland. Opvallend genoeg kwam deze uitverkiezing in een tijd waarin Leers moeite moest doen zijn eigen ambtenarenapparaat weer voor zich te winnen, nadat hij het in het openbaar had bekritiseerd.

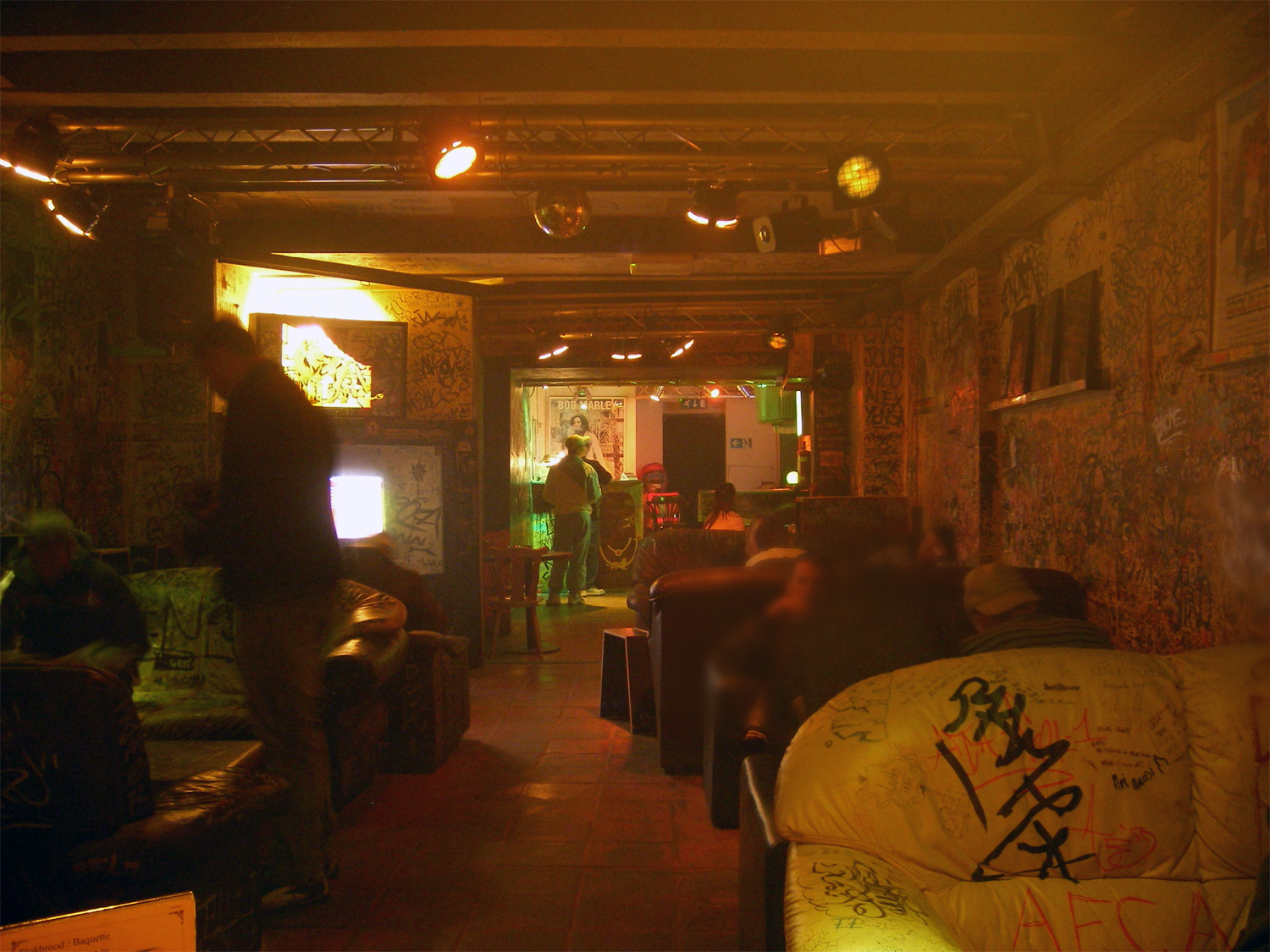
Een coffeeshop in Maastricht

Leers kwam landelijk in het nieuws met zijn houding ten aanzien van het softdrugsbeleid. Hij bekritiseerde het gedoogbeleid dat de consumptie en verkoop van marihuana en hasj toestond, maar het telen ervan verbood. "De politie is er veel tijd aan kwijt, het is dweilen met de kraan open", aldus Leers. Om die reden bepleitte Leers legale verbouw, onder overheidstoezicht, wat ook de kwaliteit en de volksgezondheid ten goede zou komen. Een ander plan van Leers als burgemeester van Maastricht was de aanleg van "wietboulevards" aan de randen van de stad, ook wel "Plan Coffeecorners" genoemd. Buitenlandse drugstoeristen zouden op die manier niet meer het centrum van de stad in hoeven te gaan, waardoor er minder overlast zou zijn. Het plan werd niet uitgevoerd. In de jaren daarna trachtte de gemeente de drugsoverlast te verminderen door buitenlandse bezoekers de toegang tot Maastrichtse coffeeshops te ontzeggen (zie: wietpas).

#### Vastgoed-affaire
Naar aanleiding van berichten in NRC besloot de gemeenteraad van Maastricht in oktober 2009 om het Bureau Integriteit Nederlandse Gemeenten (BING) onderzoek te laten doen naar de integriteit van de burgemeester. Het onderzoek spitste zich toe op mogelijke belangenverstrengeling rond een Bulgaars vastgoedproject. In januari 2010 concludeerde het BING  dat burgemeester Leers onhandig had geopereerd en er een schijn van belangenverstrengeling was. Volgens de onderzoekers misbruikte Leers zijn positie echter niet voor privébelangen, maar bracht hij door de deal met de Maastrichtse topambtenaar wel zijn onafhankelijkheid als burgemeester in gevaar. Volgens BING was de handelwijze van Leers onhandig en onverstandig maar niet in strijd met de wet. Na een lang debat over de conclusies van het onderzoek,  concludeerden de collegepartijen PvdA en GroenLinks en de oppositiepartijen SP en VVD dat er een onwerkbare situatie was ontstaan. Het CDA en de lokale partij Stadsbelangen Maastricht bleven achter Leers staan. Hoewel Leers graag was aangebleven als burgemeester, besloot hij in de vroege ochtend van 14 januari 2010 af te treden. De gemeenteraad gaf hem een staande ovatie.
Tijdens het debat kwamen Leers en de gemeenteraad achter de schermen een wachtgeldregeling overeen. Leers bedong dat hij dezelfde financiële faciliteiten zou krijgen waar hij recht op zou hebben indien hij was afgezet. Leers zei later dat hij niet zelf om deze deal had gevraagd, de gemeenteraad had hem de overeenkomst aangeboden. Het ministerie van Binnenlandse Zaken liet weten dat een burgemeester na een gedwongen aftreden altijd een uitkering van de gemeente kan ontvangen.
Dat Leers populair was in Maastricht, bleek tijdens zijn afscheid op 26 februari 2010. Vele duizenden mensen stonden voor het stadhuis van Maastricht totdat ze aan de beurt waren om de voormalig burgemeester de hand te schudden. Na het afscheid vond een 'volksadieu' plaats.

### Minister
Op 14 oktober 2010 werd Leers beëdigd als minister zonder portefeuille voor Immigratie, Integratie en Asiel op het ministerie van Binnenlandse Zaken en Koninkrijksrelaties in het kabinet-Rutte I. Hij kreeg daar te maken met ingewikkelde en omstreden dossiers, waarvan de asielzaak van Mauro Manuel een van de meest besprokene is. Na zijn ministerschap werd hij bemiddelaar voor ex-politici bij het zoeken naar werk.

### Brunssum
Per 1 januari 2018 volgde Leers Luc Winants op als waarnemend burgemeester van Brunssum.

## Nevenfuncties
Leers was sinds januari 2003 tot oktober 2010 voorzitter van het LOCOV. Deze benoeming had een directe relatie met de betoonde betrokkenheid bij het spoorvervoer in zijn periode als Kamerlid. Sinds 1 augustus 2008 is hij voorzitter van de NPS. Vanaf juli 2010 leidde hij een commissie naar diplomafraude bij de Hogeschool INHolland. Van juli 2018 tot april 2020 bekleedde Gerd Leers de functie van voorzitter van Stichting Vrienden van de ZLSM. Sinds februari 2018 is Leers voorzitter van Stichting Natuurpark de Efteling.

## Onderscheidingen
- Orde van Oranje-Nassau (Nederland)
  - Ridder (30 januari 2002)
  - Officier (7 december 2012)[12]
- Erelid van de Raad van Europa (2002)
- Machiavelliprijs voor overheidscommunicatie (Nederland, 2004)
- Eredoctoraat van de University of Central Missouri (Verenigde Staten, 2008)

## Trivia
- Eind 2005 maakte een aantal burgemeesters een carnavalslied over het Coffeecorner Plan. Begin 2006 nam Leers als reactie een 'wietlied' op met de Heideroosjes (Da's toch dope man). Deze vorm vond navolging toen toenmalig minister van Justitie Piet Hein Donner als reactie onder de artiestennaam De Don met een rap kwam, waarin hij zijn eigen visie uiteenzette.* Op 11 september 2007 nam Leers met een pamflet politiek stelling tegen de PVV van Geert Wilders, die volgens hem haat zaait.
- Leers speelde in 2007 de burgemeester van Maastricht in de televisieserie Flikken Maastricht in de Aflevering Alcohol maakt meer kapot.

## Privé
Leers is gescheiden en heeft drie kinderen.
- International Standard Name Identifier: 0000 0003 9067 6057
- Nederlandse Thesaurus van Auteursnamen: 29099358X
- Parlement.com: vg09llpegh1s
- Virtual International Authority File: 284294376
- WorldCat: E39PBJkMMFBB3r4PgrYqGG3xXd